# Lü Xiaojun
Lü Xiaojun (n. 27 iulie 1984, Qianjiang District⁠(d), Sichuan, Republica Populară Chineză) este un halterofil ce a reprezentat Republica Populară Chineză, medaliat olimpic. A participat la 3 ediții ale Jocurilor Olimpice (2012, 2016, 2020) în care a câștigat 3 medalii de aur.